# Flap di Gurney

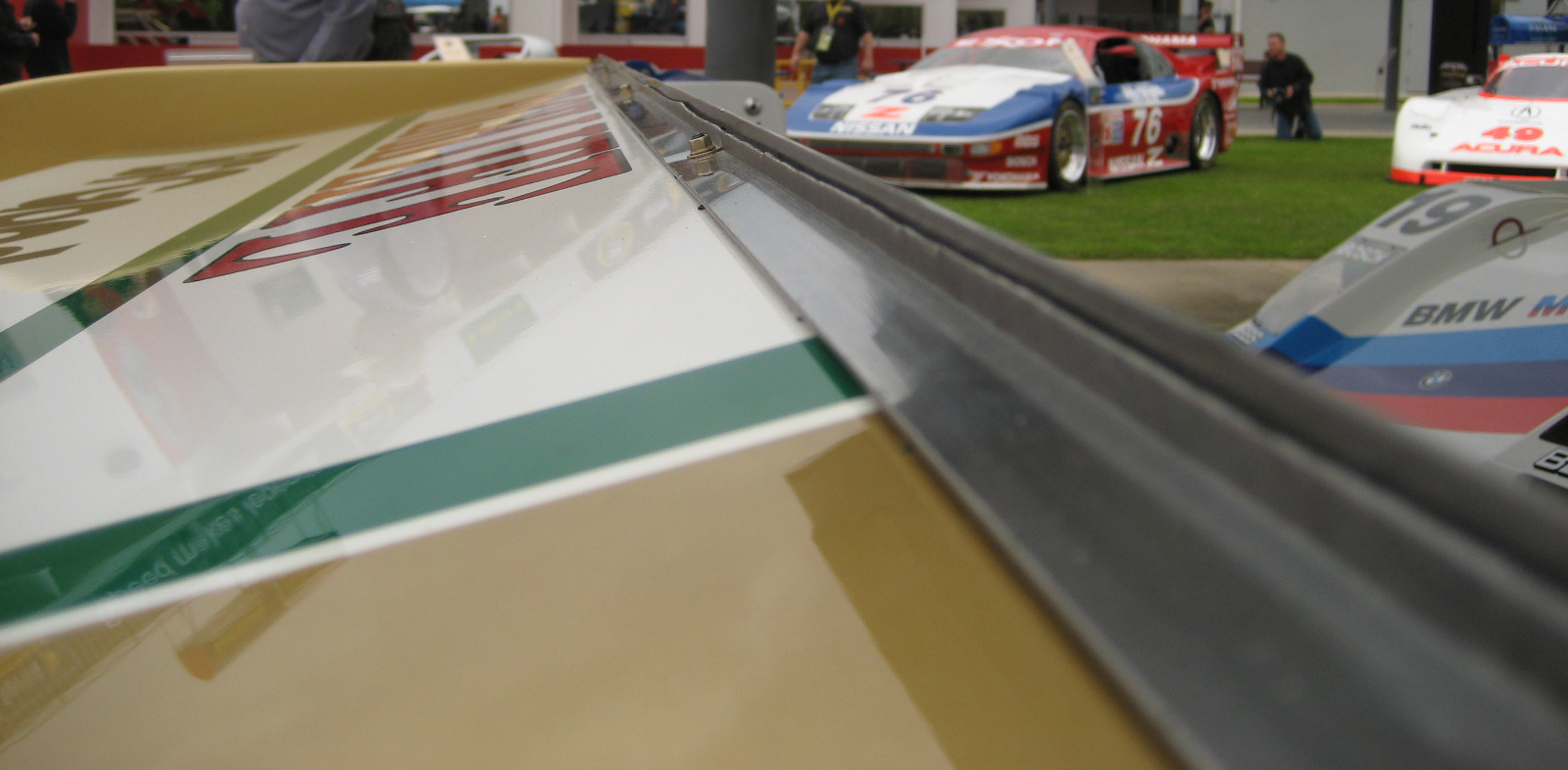
Un Gurney flap sul bordo d'uscita dell'alettone posteriore di una Porsche 962.

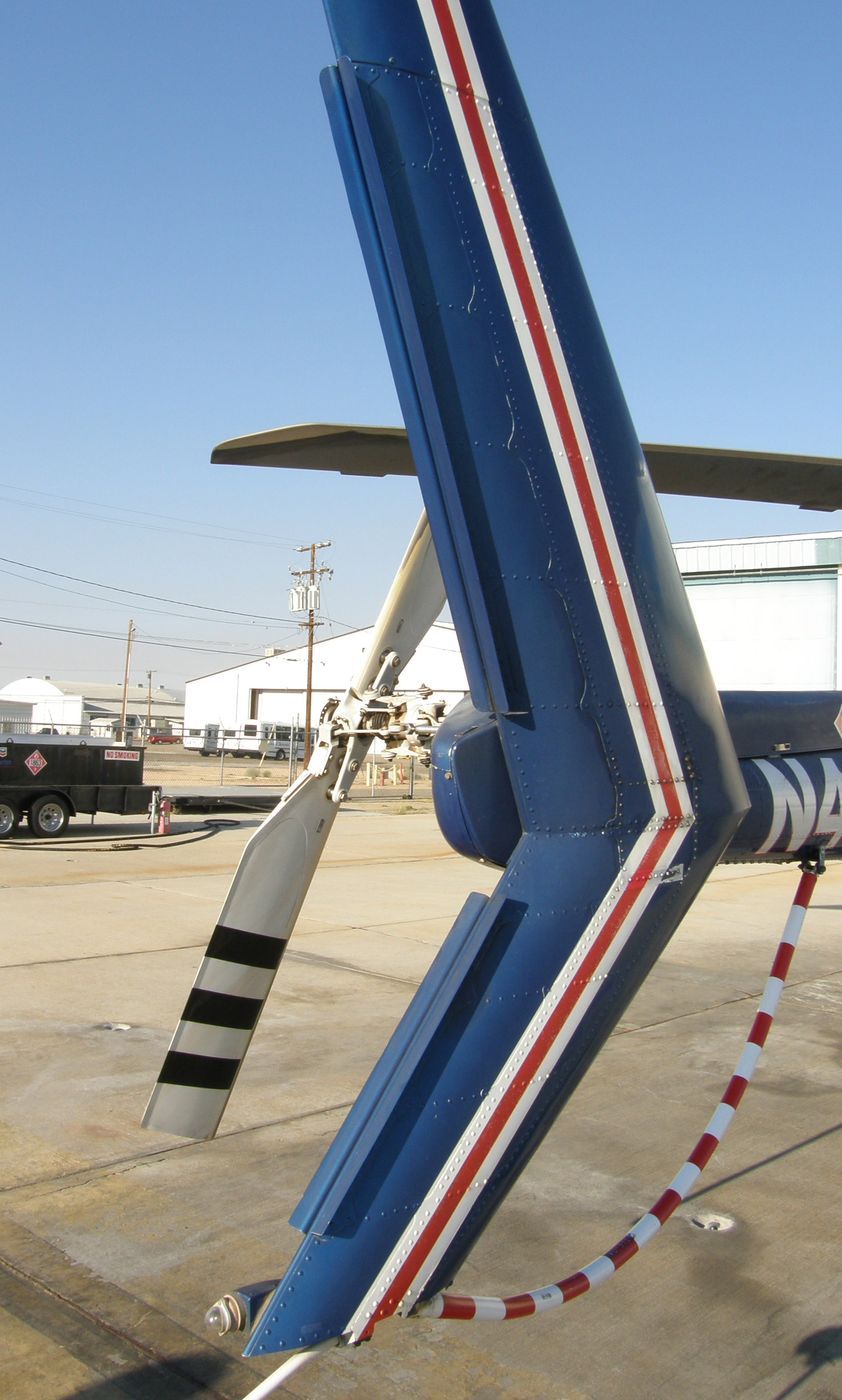
Una coppia di Gurney flap applicati alla deriva di un elicottero Bell 222U.

Il flap di Gurney è una piccola appendice, opportunamente angolata, che viene applicata al bordo d'uscita alare. Questo dispositivo fu introdotto da Dan Gurney, ed è molto efficace nell'aumentare la deportanza a fronte di un piccolissimo aumento della resistenza aerodinamica.
Il suo effetto è quello di aggiungere una componente verticale alla velocità del flusso sul bordo di uscita, creando maggiore deportanza, un effetto simile a quello di aumentare l'incidenza dell'ala.
Inoltre, il flap di Gurney rallenta il flusso sopra di esso, incrementando quindi la pressione statica sopra il profilo.
La ricerca ha permesso infine di conoscere un altro effetto, che è quello di creare due vortici contro-rotanti immediatamente dietro il flap: ciò causa un calo nella pressione totale che aiuta a mantenere il flusso attaccato alle superfici del profilo, consentendo di raggiungere maggiori angoli di attacco senza che si verifichi un distacco di vena e quindi uno stallo.
Un altro importante vantaggio è la sua facilità di montaggio o sostituzione con altri flap di differenti dimensioni e forme. Piccoli flap di Gurney incrementano notevolmente il down-force senza penalizzare eccessivamente il drag, mentre flap di grandi dimensioni causano penalizzanti aumenti di resistenza aerodinamica, a fronte di un piccolo ulteriore aumento di deportanza.
Anche se è universalmente noto con questo nome, non fu Dan Gurney a brevettare tale appendice, in quanto esisteva già un brevetto relativo ad un'appendice mobile registrato da E.F. Zaparka nel 1931, dieci giorni prima della nascita di Dan.
Componenti simili vennero collaudati anche da Gruschwitz e Schrenk
e presentati a Berlino nel 1932.